# Keshorn Walcott
Keshorn Walcott (Toco, 2 de abril de 1993) é uma atleta e campeão olímpico trinitino, especialista no lançamento de dardo.
Campeão mundial júnior em Barcelona 2012, tornou-se o mais jovem - 19 anos - campeão olímpico desta modalidade em Londres 2012, quando alcançou a marca de 84,54 m, recorde júnior para as Américas. Walcott foi o primeiro atleta de Trinidad e Tobago a conquistar uma medalha de ouro nos Jogos Olímpicos desde a vitória do velocista Hasely Crawford nos 100 m rasos em Montreal 1976 e até então o único campeão olímpico do país.
Sua conquista foi comemorada intensamente pela população da pequena ilha do Caribe, com uma festa de recepção no aeroporto da capital Port of Spain com milhares de pessoas e Walcott recebeu uma casa e 20 mil m² de terra em sua cidade natal, como presente do governo pela vitória..
Nos Jogos Olímpicos de Verão de 2016 conquistou a medalha de bronze no Lançamento de dardo masculino no dia 21 de agosto de 2016, atingindo a marca de 85.38.
Treinador: Ismael Lopez Mastrapa (Cuba)